# ليو فرازير
ليو فرازير (بالإنجليزية: Leo Fraser)‏ هو محامي وسياسي أمريكي، ولد في 8 ديسمبر 1926، وتوفي في 9 أغسطس 2013. حزبياً، نشط في الحزب الجمهوري. وقد انتخب عضو مجلس ولاية نيوهامبشير.